# Riddarfjärden
59°19′24.175″N 18°2′53.902″Ø / 59.32338194°N 18.04830611°Ø
Riddarfjärden er det østligste sund i Mälaren og ligger ved Stockholm mellem bydelene Marieberg, Kungsholmen, Norrmalm, Riddarholmen og Gamla stan i nord, samt Södermalm og Långholmen i syd. Västerbron er den vestlige grænse, mens Vasabron er østlig grænse.
Riddarfjärden er 2.700 meter lang i øst-vestlig retning og 400 meter bred på det smalleste sted. Gennemsnitlig dybde er 15-20 meter, den største dybde er 23 meter. Strandlinjen er 6.400 meter.
Riddarfjärden munder ud i Norrström og Söderström mod Saltsjön og Østersøen. 
Grænsen mellem landskaberne Uppland og Södermanland går gennem Västerbrons midterste spænd.